# Fabio Martínez Castilla
Mons. Fabio Martínez Castilla (Isla Mujeres, Quintana Roo, 20 de julio de 1950-Tuxtla Gutiérrez, Chiapas, 25 de noviembre del 2023), fue un obispo mexicano de la Iglesia católica, nombrado por el papa Benedicto XVI como II Arzobispo de Tuxtla Gutiérrez el 19 de febrero de 2013, cargo que desempeñó hasta su fallecimiento.

## Vida pastoral
De 1977 a 1986 realizó labores pastorales en la península de Yucatán como vicario parroquial, párroco, formador en el Seminario en Mérida Yucatán y capellán de los Hermanos Maristas.
A partir de su inquietud misionera, de 1987 a 1997 fue misionero en la diócesis de Uipe, Angola, desarrollando actividades pastorales en medio de un territorio en conflicto.
El 13 de marzo de 2007 fue designado Obispo de Ciudad Lázaro Cárdenas, recibiendo la ordenación episcopal el 4 de mayo del 2007.
El 19 de febrero de 2013 el Papa Benedicto XVI lo nombra Arzobispo de Tuxtla Gutiérrez.
Regresa a México en 1997, retomando funciones como párroco y asesor de movimientos eclesiales.
En la Conferencia del Episcopado Mexicano fue responsable de la Dimensión de la Pastoral de la Misión para los trienios 2012-2015 y 2015-2018 y miembro del Consejo Permanente del Episcopado Mexicano 2017-2018. Su último cargo fue como responsable de la Dimensión de la Pastoral Penitenciaria para el periodo 2018-2021.

## Fallecimiento
La Arquidiócesis de Tuxtla Gutiérrez a través de un comunicado, informó que tras realizarle una resonancia magnética cerebral al arzobispo Fabio Martínez Castilla, se le diagnosticó un tumor cerebral de comportamiento incierto o desconocido. Falleció en la tarde del 25 de noviembre del 2023, luego de batallar por años con un tumor cerebral.